# Municipio de Jackson (condado de Riley)
El municipio de Jackson (en inglés: Jackson Township) es un municipio ubicado en el condado de Riley en el estado estadounidense de Kansas. En el año 2010 tenía una población de 330 habitantes y una densidad poblacional de 3,54 personas por km².

## Geografía
El municipio de Jackson se encuentra ubicado en las coordenadas 39°27′26″N 96°45′19″O / 39.45722, -96.75528. Según la Oficina del Censo de los Estados Unidos, el municipio tiene una superficie total de 93.13 km², de la cual 82,92 km² corresponden a tierra firme y (10,96 %) 10,21 km² es agua.

## Demografía
Según el censo de 2010, había 330 personas residiendo en el municipio de Jackson. La densidad de población era de 3,54 hab./km². De los 330 habitantes, el municipio de Jackson estaba compuesto por el 98,18 % blancos, el 0,3 % eran asiáticos y el 1,52 % eran de una mezcla de razas. Del total de la población el 2,73 % eran hispanos o latinos de cualquier raza.